# Comedy Club Kookaburra
Der Comedy Club Kookaburra ist ein von Sanjay Shihora um das Jahr 2001 gegründeter Comedy-Club in Berlin. Er trägt seit 2022 den geänderten Namen Cosmic Comedy Club Berlin.

## Betreiber und Standort
Shihora, ein Inder, lebt seit 1993 in Deutschland und ist mit einer Deutschen verheiratet. Der Club befindet sich in der Schönhauser Allee im Künstlerbezirk Prenzlauer Berg. 

## Geschichte und Namensherkunft
Kookaburra war der erste Comedy-Club der deutschen Hauptstadt und ist fester Bestandteil der Berliner Kulturszene. Seit 2002 befindet er sich in den ehemaligen Räumlichkeiten einer Sparkassenfiliale. In den Kellerräumen des Clubs ist Berlins ältester Tresorraum erhalten. 
Der Klub wurde nach amerikanischen Vorbildern eingerichtet. Eigentlich sollte der Comedy Club Comedy Tresor heißen, was aber von den Anwälten des Technoclubs Tresor verhindert wurde. Der Inhaber Sanjay Shihora verwendete daraufhin den Namen des in Australien beheimateten Vogels Kookaburra, auch als lachender Hans bekannt. Dieser ziert seitdem das Emblem des Clubs. 
Im Jahr 2022 wurde der Name des Comedy-Clubs Kookaburra in Cosmic Comedy Club Berlin umgewandelt. Die neuen Besitzer, Dharmander Singh und Neil Numb, betreiben den Komödienclub seitdem ausschließlich in englischer Sprache.
Seit dem Jahr 2007 sendet der digitale Spartensender Sat.1 Comedy, heute auf ProSieben Fun, die Liveshow des Kookaburra.

## Künstler (Auswahl)
Unter anderem spielten hier Carolin Kebekus, Hennes Bender, Johann König, Gabi Decker, Mirja Boes, Konrad Stöckel, David Leukert, Murat Topal, Bodo Wartke, Sebastian Krämer, Eure Mütter, Kurt Krömer, Dagmar Schönleber, Keirut Wenzel, Katy Karrenbauer, Tommy Krappweis, Topas, Zärtlichkeiten mit Freunden, Florian K. Simbeck, Cindy aus Marzahn, Klaus Nothnagel, Jochen Falck und Eckart von Hirschhausen, Fips Asmussen, Gernot Hassknecht, Ralph Ruthe, René Marik, Sascha Grammel, Der unglaubliche Heinz. Regelmäßig werden auch Mix-Shows und englische Showformate präsentiert. 
Krömer präsentierte hier bis 2005 zweimal im Monat seinen Kitsch und Kacke Club.